# Тогера
То́гера (ест. Tohera küla) — село в Естонії, у волості Торі повіту Пярнумаа.

## Населення
Чисельність населення на 31 грудня 2011 року становила 75 осіб.

## Географія
Село Тогера розташоване на берегах річки Навесті (Navesti jõgi). Тогера межує з селом Рятсепа.
Через село проходить автошлях 252 (Каансоо — Торі).

## Пам'ятки природи
На північний схід від села розташовується заказник Навесті (Navesti hoiuala).